# Шестиструнный самурай
«Шестистру́нный самура́й» (англ. Six-String Samurai) — постапокалиптический комедийный боевик режиссёра Лэнса Манджиа 1998 года.
Во время показа на фестивале «Слэмдэнс» в 1998 году «Шестиструнный самурай» произвёл значительный эффект и получил награды за лучший монтаж и операторскую работу. Там же фильм собрал множество хвалебных отзывов от влиятельных журналов, обозревающих работы альтернативного, культового и независимого киноискусства, таких как Fangoria, Film Threat и Ain’t It Cool News.
Тем не менее, с коммерческой точки зрения фильм провалился. При бюджете в 2 млн долларов «Шестиструнный самурай» во время ограниченного показа сумел собрать лишь 124 494 доллара. Выпуск планируемой трилогии не удался, равно как не удался и столь ожидаемый взлёт карьеры исполнителя главной роли в фильме — Джефри Фэлкона, которому удалось сняться лишь в нескольких гонконгских боевиках.

## Сюжет
«Шестиструнный самурай» описывает события мира альтернативной истории США, в котором СССР внезапно нанёс несколько ядерных ударов по стране, обратив значительную часть территории в непригодную для жизни пустыню. Правительство США (а ныне — «Королевства Элвиса») объединяется под руководством Короля рок-н-ролла в Лост-Вегасе (новое название Лас-Вегаса).
Фильм начинается с радиопередачи, в которой сообщается о том, что Элвис умер, и теперь каждый живой музыкант-виртуоз направляется в Лост-Вегас пытать счастья стать новым Королём. На дворе 1997 год, коммунисты теперь правят во всем мире.
Бадди (Джефри Фэлкон) — один из таких музыкантов, стекающихся к городу, последнему оплоту свободы в варварском мире постъядерной пустоши. Во время своего путешествия он сталкивается с необходимостью спасти второго главного героя фильма — Малыша (англ. Kid), и после этого не может избавиться от его компании, которая чем дальше, тем менее его тяготит, потому что ребёнок оказывается выгодным и интересным спутником.
Во время своего путешествия Бадди встречается со многими людьми, начиная от семейки реднеков-людоедов и заканчивая странными «ветрянщиками» (культом Бога-Мельницы, который расположился в Аду, или, как говорят местные, «теми, кто живёт на ветряной мельнице») и грязными дикарями, составляющими теперь бо́льшую часть гражданского населения. Искусно владеющий самурайским мечом и гитарой, Бадди вступает в бой с многочисленными противниками: другими самураями, дикарями-людоедами, боулингистами-охотниками за головами, музыкантами группы Red Elvises (которые написали саундтрек к фильму), заблудившейся ротой Красной Армии на подступах к Лост-Вегасу, у которых нет ни одного патрона с 1957 года. Его основным противником, так или иначе, остаётся зловещий соло-гитарист, называющий себя Смертью и методично убивающий всех претендентов на трон Короля рок-н-ролла.

## В ролях
- Джефри Фэлкон — Бадди
- Джастин Макгуайр — Малыш (англ. Kid)
- Ким Де Анджело — мать
- Стефан Гэйгер — Смерть (озвучивал Лекс Ланг)
- Клиффорд Хьюго — псих
- Олег Бернов, Игорь Юзов, Женя Колыханов, Ави Силлс — Red Elvises
- Джордж Л. Касильяс — марьячи

## Саундтрек
Саундтрек к фильму был написан группой «Red Elvises» и выпущен 25 августа 1998 года.
Список треков:
1. United States Of Russia
2. Neverland
3. Love Pipe
4. A Mother’s Hand / Buddy
5. Fly Away Little Butterfly
6. Kill 200 Men
7. Boogie On The Beach
8. I Do Not Like Rock And Roll
9. Hungarian Dance № 5
10. Arrowed Kid / Bowlers On…
11. Jerry’s Got The Squeezebox
12. Scorchi Chornie
13. My Darling Lorraine
14. Astro
15. Leech
16. Siberia
17. Good Golly Miss Molly
18. My Love Is Killing me
19. Sacred Funeral
20. Relentless Sun
21. Over The Hill
22. Sahara Burn
23. A Boy And His Spirit
24. Surfing In Siberia
25. Dragging A Fallen Hero
26. Showdown At Not Okay Corral
27. Dueling Guitars
28. Dream March
29. The Great Battle
30. End Of A Hero / Finale
31. On My Way To Vegas